# شهرستان کعیدنه
ناحیهٔ کعیدنه (به عربی: مدیریة کعیدنة) یک ناحیه در یمن است که در استان حجه واقع شده‌است. شهرستان کعیدنه ۶۹٬۳۳۲ نفر جمعیت دارد.